# Federico Carlo di Schleswig-Holstein-Sonderburg-Plön

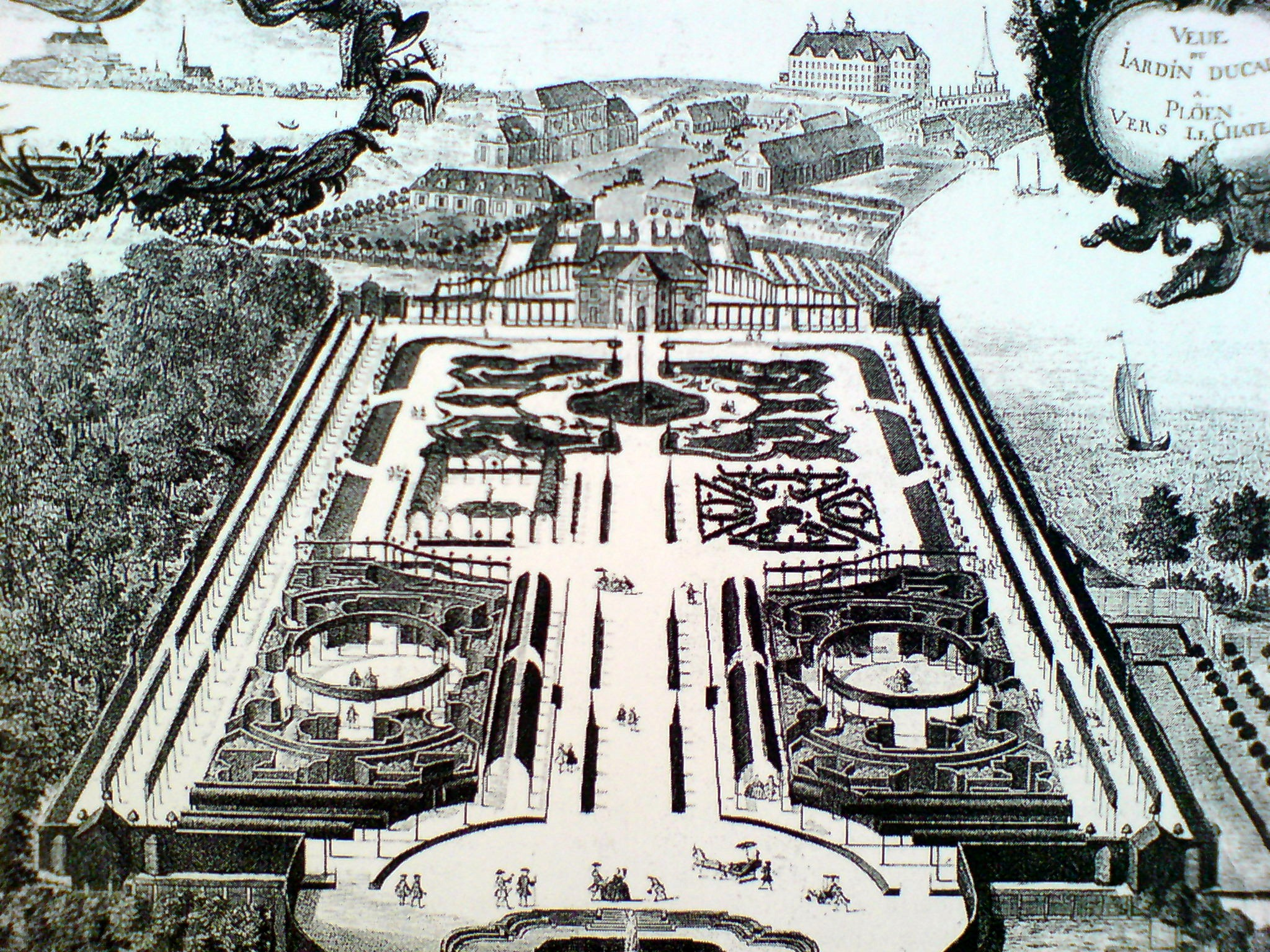
I giardini del Castello di Plön all'epoca di Federico Carlo, 1749

Federico Carlo di Schleswig-Holstein-Sonderburg-Plön (Sønderborg, 4 agosto 1706 – Traventhal, 19 ottobre 1761), noto come Friedrich Karl o Friedrik Carl di Holstein-Plön, era un membro di un ramo cadetto della famiglia reale danese l'ultimo Duca di Schleswig-Holstein-Sonderburg-Plön (o Holstein-Plön), un principe reale danese, e un cavaliere dell'Ordine dell'Elefante. Quando morì senza eredi maschi nati dal suo matrimonio con la Contessa Christine Armgard von Reventlow, il governo del Ducato di Holstein-Plön ritorno alla corona danese.

## Infanzia
Federico Carlo nacque il 4 agosto 1706, nel Castello di Sønderborg, figlio postumo ed unico figlio maschio di Cristiano Carlo (1674-1706), un fratello del Duca Gioacchino Federico di Schleswig-Holstein-Sonderburg-Plön. Quel duca morì nel 1722 senza eredi maschi più stretti eccetto che suo nipote, che a sua volta successe allo zio come duca divisionario di Schleswig-Holstein-Sonderburg-Plön.
L'ascesa di Federico Carlo fu rimandata al 1729 poiché suo padre aveva contratto un matrimonio morganatico con sua madre, Dorothea Christina von Aichelberg, che fu riconosciuta come principessa danese dal Re soltanto anni dopo la morte di suo marito.

## Il sovrano barocco
Plön godé di una vita culturale vivace sotto il dominio e il mecenatismo artistico di Federico Carlo. Il duca progettò, costruì, e ricostruì residenze e giardini in stile barocco e rococò, alcuni dei quali ancora in piedi (il ducale Castello di Plön e la cosiddetta "Casa dei Principi" a Plön tra essi). Altri non esistono più (di particolare nota è la ducale residenza estiva a Traventhal, demolita nel XIX secolo).
Poiché nessun figlio nato dal matrimonio di Federico Carlo sopravvisse, nel 1756 egli concluse un patto di famiglia con Federico V di Danimarca, nominando il re suo successore al ducato di Plön. Le disposizioni furono ratificate solo cinque anni più tardi, quando Federico Carlo morì, nel suo piccolo palazzo a Traventhal, nella notte tra il 18 e il 19 ottobre 1761.

## Famiglia

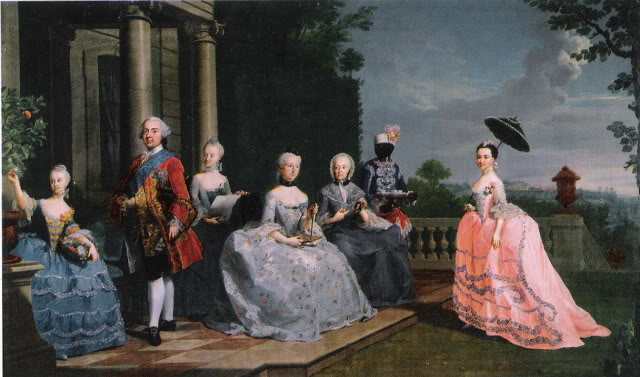
Federico Carlo, sua moglie, le loro quattro figlie, sua madre, e un servitore nei giardini del castello di Traventhal, 1759.

Federico Carlo ebbe cinque figli dal suo matrimonio con Cristiana Irmingarda Reventlow (1711-1779, una figlia del generale danese Christian Detlev, Conte von Reventlow, e nipote della regina consorte di Danimarca Anna Sofia Reventlow), che, come sua madre, era nata in una famiglia aristocratica non-dinastica. L'unico figlio maschio della coppia morì durante l'infanzia; le loro quattro figlie femmine furono:
- Principessa Sofia Cristina Luisa di Schleswig-Holstein-Sonderburg-Plön (5 novembre 1732 - 18 marzo 1757), a Canonichessa della Abbazia di Quedlinburg;
- Principessa Federica Sofia Carlotta di Schleswig-Holstein-Sonderburg-Plön (1736–1769), sposò Giorgio Luigi II di Erbach-Schönberg;
- Principessa Carlotta Amalia Guglielmina di Schleswig-Holstein-Sonderburg-Plön (1744–1770), che sposò Federico Cristiano I di Schleswig-Holstein-Sonderburg-Augustenburg diventando la bis-bisnonna dell'ultima imperatrice germanica; e
- Principessa Luisa Albertina di Schleswig-Holstein-Sonderburg-Plön (1748–1769), che sposò Federico Alberto di Anhalt-Bernburg.

Inoltre, Federico Carlo ebbe figli da due amanti: da Sophie Agnes Olearius, con il quale egli condsse una liaison di sei anni, sei figlie femmine; e dalla sua maîtresse-en-titre, Maria Catharina Bein, sorella del ciambellano di corte, tre figli maschi (due dei quali morirono nell'infanzia) e due femmine (di cui una morì nell'infanzia), che il duca riconobbe e legittimò, e su quale (o sulle loro madri) egli conferì terre, titoli e denaro.

## Ascendenza
|                                                                    |                          |                                                 | Genitori                                                    |  |  | Nonni |  |  | Bisnonni                                                  |  |  | Trisnonni                                     |  |
|                                                                    |                          |                                                 |                                                             |  |  |       |  |  | Joachim Ernst, duca di Schleswig-Holstein-Sonderburg-Plön |  |  | Johann, duca di Schleswig-Holstein-Sonderburg |  |
|                                                                    |                          |                                                 |                                                             |  |  |       |  |  | Joachim Ernst, duca di Schleswig-Holstein-Sonderburg-Plön |  |  | Johann, duca di Schleswig-Holstein-Sonderburg |  |
|                                                                    |                          | Agnes Hedwig von Anhalt                         |                                                             |  |  |       |  |  | Joachim Ernst, duca di Schleswig-Holstein-Sonderburg-Plön |  |  |                                               |  |
| August, duca di Schleswig-Holstein-Sonderburg-Norburg-Plön         |                          |                                                 |                                                             |  |  |       |  |  | Joachim Ernst, duca di Schleswig-Holstein-Sonderburg-Plön |  |  |                                               |  |
|                                                                    |                          | Dorothea Auguste von Schleswig-Holstein-Gottorf | Johann Adolf, duca di Schleswig-Holstein-Gottorp            |  |  |       |  |  |                                                           |  |  |                                               |  |
|                                                                    |                          | Dorothea Auguste von Schleswig-Holstein-Gottorf | Johann Adolf, duca di Schleswig-Holstein-Gottorp            |  |  |       |  |  |                                                           |  |  |                                               |  |
|                                                                    |                          | Dorothea Auguste von Schleswig-Holstein-Gottorf | Augusta af Danmark                                          |  |  |       |  |  |                                                           |  |  |                                               |  |
| Christian Karl, duca di Schleswig-Holstein-Sonderburg-Plön-Norburg |                          | Dorothea Auguste von Schleswig-Holstein-Gottorf |                                                             |  |  |       |  |  |                                                           |  |  |                                               |  |
|                                                                    |                          | Friedrich, principe di Anhalt-Harzgerode        | Christian I, principe di Anhalt-Bernburg                    |  |  |       |  |  |                                                           |  |  |                                               |  |
|                                                                    |                          | Friedrich, principe di Anhalt-Harzgerode        | Christian I, principe di Anhalt-Bernburg                    |  |  |       |  |  |                                                           |  |  |                                               |  |
|                                                                    |                          | Friedrich, principe di Anhalt-Harzgerode        | Anna von Bentheim-Tecklenburg                               |  |  |       |  |  |                                                           |  |  |                                               |  |
| Elisabeth Charlotte von Anhalt-Harzgerode                          |                          | Friedrich, principe di Anhalt-Harzgerode        |                                                             |  |  |       |  |  |                                                           |  |  |                                               |  |
|                                                                    |                          | Johanna Elisabeth von Nassau-Hadamar            | Johann Ludwig, principe di Nassau-Hadamar                   |  |  |       |  |  |                                                           |  |  |                                               |  |
|                                                                    |                          | Johanna Elisabeth von Nassau-Hadamar            | Johann Ludwig, principe di Nassau-Hadamar                   |  |  |       |  |  |                                                           |  |  |                                               |  |
|                                                                    |                          | Johanna Elisabeth von Nassau-Hadamar            | Ursula zur Lippe                                            |  |  |       |  |  |                                                           |  |  |                                               |  |
| Friedrich Karl, duca di Schleswig-Holstein-Sonderburg-Plön         |                          | Johanna Elisabeth von Nassau-Hadamar            |                                                             |  |  |       |  |  |                                                           |  |  |                                               |  |
|                                                                    | Christoph von Aichelburg | Elias von Aichelburg                            |                                                             |  |  |       |  |  |                                                           |  |  |                                               |  |
|                                                                    | Christoph von Aichelburg | Elias von Aichelburg                            |                                                             |  |  |       |  |  |                                                           |  |  |                                               |  |
|                                                                    | Christoph von Aichelburg | Anne Marie Schneeweiss                          |                                                             |  |  |       |  |  |                                                           |  |  |                                               |  |
| Johann Franz von Aichelberg                                        | Christoph von Aichelburg |                                                 |                                                             |  |  |       |  |  |                                                           |  |  |                                               |  |
|                                                                    |                          | Helene Marie Klenke                             | Ernst Klenke                                                |  |  |       |  |  |                                                           |  |  |                                               |  |
|                                                                    |                          | Helene Marie Klenke                             | Ernst Klenke                                                |  |  |       |  |  |                                                           |  |  |                                               |  |
|                                                                    |                          | Helene Marie Klenke                             | Elisabeth Schelen von der Schelenburg                       |  |  |       |  |  |                                                           |  |  |                                               |  |
| Dorothea Christina von Aichelberg                                  |                          | Helene Marie Klenke                             |                                                             |  |  |       |  |  |                                                           |  |  |                                               |  |
|                                                                    |                          | Karl von Trautenburg                            | Karl von Trautenburg                                        |  |  |       |  |  |                                                           |  |  |                                               |  |
|                                                                    |                          | Karl von Trautenburg                            | Karl von Trautenburg                                        |  |  |       |  |  |                                                           |  |  |                                               |  |
|                                                                    |                          | Karl von Trautenburg                            | Catherine von Boersel                                       |  |  |       |  |  |                                                           |  |  |                                               |  |
| Anna Sophia von Trautenburg                                        |                          | Karl von Trautenburg                            |                                                             |  |  |       |  |  |                                                           |  |  |                                               |  |
|                                                                    |                          | Sophie von Ahlefeldt                            | Godske Mouridsen af Ahlefeldt, signore di Gosefeld e Veseby |  |  |       |  |  |                                                           |  |  |                                               |  |
|                                                                    |                          | Sophie von Ahlefeldt                            | Godske Mouridsen af Ahlefeldt, signore di Gosefeld e Veseby |  |  |       |  |  |                                                           |  |  |                                               |  |
|                                                                    |                          | Sophie von Ahlefeldt                            | Elisabeth von Wenckstern                                    |  |  |       |  |  |                                                           |  |  |                                               |  |
|                                                                    |                          | Sophie von Ahlefeldt                            |                                                             |  |  |       |  |  |                                                           |  |  |                                               |  |